# ツメレンゲ
ツメレンゲ（爪蓮華、学名: Orostachys japonica）は、ベンケイソウ科イワレンゲ属に分類される多年生の多肉植物である。
和名はロゼットの様子が仏像の台座（蓮華座）に似ており、かつロゼットを構成する多肉質の葉の先端が尖っていて、その形状が獣類の爪に似ることから。ところによってはタカノツメと呼ばれる場合がある。

## 形態
葉は常緑性、多肉質で披針形をしており、先端は針状になる。野生種は緑色だが園芸品種には斑入りや白っぽくなったり、紅色を帯びるものがある。
株は根出葉が密生してロゼット状にまとまり、その径は最大12cmほど。季節により変化し、冬には若干小さくなる。根元からは盛んに腋芽を出し、群落を形成する。
10-11月に伸長したロゼットの中央軸が伸び上がって高さ10～30cmの花穂を塔状に立て、多数の花を円錐状に群生させる。花弁5枚では披針形で白色、葯は赤く、花弁に映える。短日性で、花序の下方から順に咲き上がる。種子は微小で軽く、風によって散布される。ただし、岩場に生えるものは、ロゼット・花穂ともかなり小さくなる場合が多い。
開花しない年には、氷点以下に気温が低下する地域だと、中心に鱗片状の葉が球状に固まった冬芽を形成する。厳寒期にはそれまであった葉は枯れるが、春が来ると中心で守られていた生長点から再び新しい葉を出し始める。冬芽を形成しても、氷点以下まで冷え込まないような場所では生長を継続することもある。
ベンケイソウ科の園芸植物は海外から多種多様なものが移入されており、一般に季節ごとに生長と休眠のサイクルがあるが、ツメレンゲほど季節ごとに形まで明確に変わる種は珍しく、四季の変化がはっきりしている日本の環境への適応と考えられる。

## 生態
多年生で、発芽から開花までおよそ三年ほどの月日がかかり、開花した株は結実後には枯死する。ただし株の成長途上にその周囲に幾つもの子株を形成するので、次々開花していっても生息地その他の株がすぐに消えてなくなることはない。
乾燥した岩だらけの場所が生息地であり、その岩の隙間に根を下ろして群生する。自然の崖に自生する場合、多くは西向きの崖であり（埼玉県秩父地方、長野県南佐久郡）、ある程度乾燥した環境に自生する。一方、長野県の梓川・高瀬川、山梨県の笛吹川・釜無川、岡山県和気町などでは河川敷に自生しているところがあり、堤防の石組みやコンクリートのすき間に群生する場合がある。
人工物に好んで根をおろす性質があり、古くは人家の石垣塀や瓦屋根の隙間などから自然に生えていた。また人工的に切り通した崖などにも見られることがあり、その場合、コンクリートの吹き付けの上から生えている場合もある（群馬県南牧村）。
昨今個体数の減少が取りざたされているが、元来競争相手のあまりいない過酷な環境を好み、また環境変化に対する適応性も強い植物である。
自然環境では山中の日当たりのよいロックガーデンであるとか、崩落地、岩の露出した断崖絶壁に生えるが、自生する本種を見つけたいのであれば、そういった場所に赴くより、むしろ瓦屋根の古民家が多数残る地方の古い町を散策したり、山中や海岸の崩落した廃道や、廃棄された古いトンネルなどを探した方が良い。ただし、花崗岩や玄武岩が露出しているような硬い岩場には自生せず、ある程度柔らかい岩場に見られる。硬い岩場の場合にはマルバマンネングサやタイトゴメなどのマンネングサ類が映える場合が多い（対馬など）。

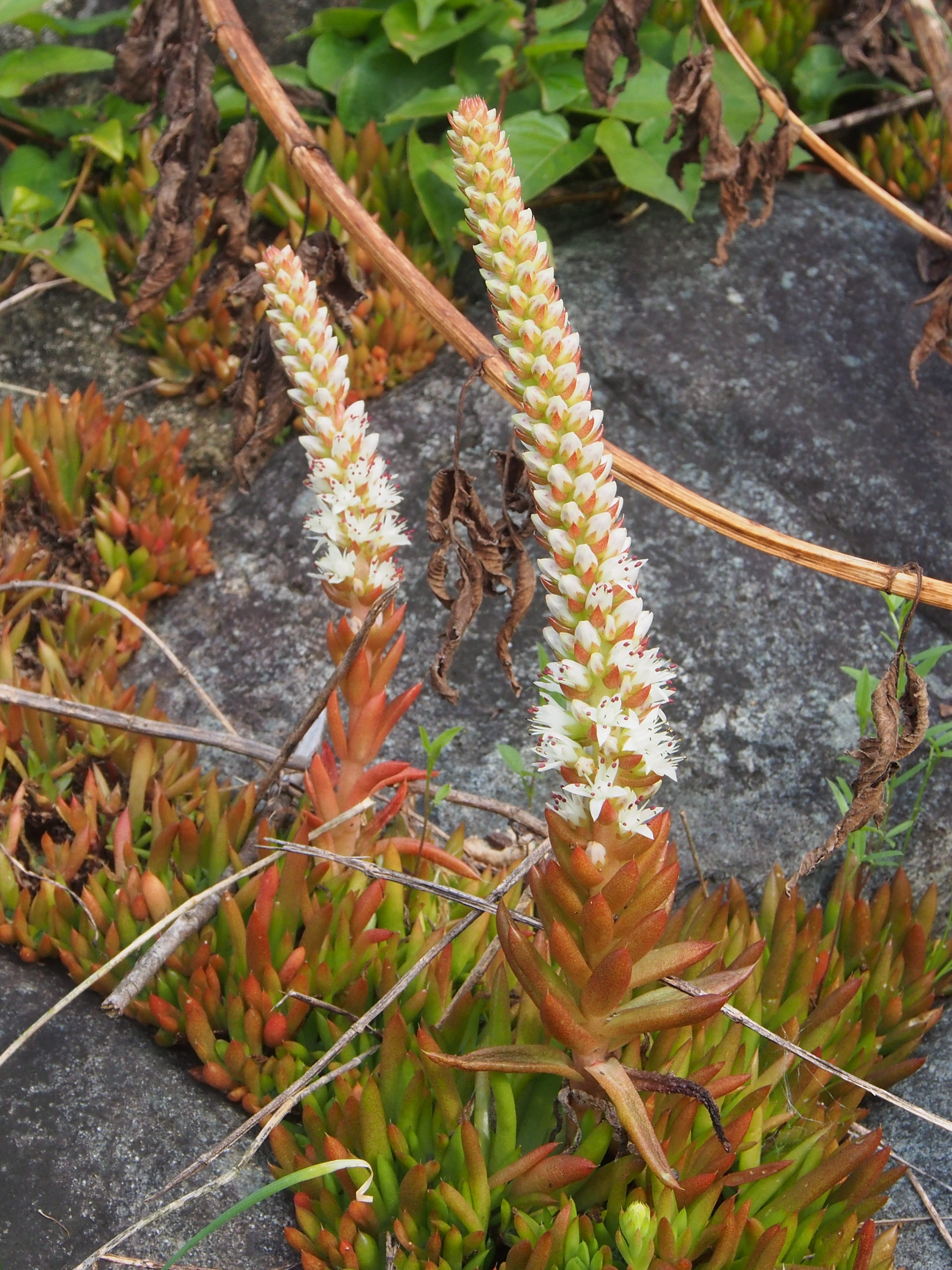
花

## 分布
日本国内は関東以西の本州、四国、九州に、日本国外では朝鮮半島、中国に分布する。年々個体数を減少させており、分布域内でも生息地は局所的である。ただし、生息に適した場所ではしばしば盛大な群落を目にすることができる。対馬北部では対馬層が露出したところに群生する。
園芸用にも栽培される。
シジミチョウの一種で、絶滅を危惧されているクロツバメシジミの主要な食草で、同蝶も本種の分布に従い分布している。しかし、クロツバメシジミの分布とツメレンゲの分布は完全には一致しない。

## 人間との関係
先述の様に人家に出ることも多く、こうした生態が人の目にとまり、園芸化されたものと考えられる。江戸時代の中ごろに園芸種として盛んに栽培され、多くの園芸品種が生み出された。それらには今日まで残っているものがあり、そういった苗を園芸店で安価で買うことができる。
地上部のさまが風変わりで栽培に手間がかからず、挿し木で簡単に増えるので今日でも愛好家は多い。ただし、園芸対象としての本種は流通上属名に由来するオロスタキスの名で一括りにして、種、変種、品種、産地などの違いを園芸品種のような属性として扱っているので、オロスタキスの名で買い求めたそれが同属別種のイワレンゲや、その他の別種であることがままある。チャボツメレンゲやキバナツメレンゲなども別種である。しかし一方で、多数のシノニムが見られることからもわかるように、本種の分類学上での位置付けがかなり混乱している事実もある。
岡山県倉敷市の美観地区など、地方の古民家の連なる街では瓦屋根の隙間から花穂を伸ばす本種をよく見かける。
ミセバヤ同様、ヨーロッパへはシーボルトにより紹介された。江戸参府途上のおり、鞆で採集したもっとも古い標本が現存している。

### 栽培
ミセバヤなど他のベンケイソウ科植物同様、栽培は比較的容易である。サボテン用の用土を用い、日当たりのよい場所に置く。潅水は控えめにして、夏場は風通しのよい場所に置く。日陰においたり、水をやり過ぎると根腐れをおこす。増殖も挿し木で容易にできる。

### 薬
近縁のイワレンゲと共に、朝鮮半島や中国では瓦松（がしょう）の名で花穂が漢方薬として服用される。清熱解毒作用があり、腫れを取る効果があるとされる。民間薬としても胃腸薬に使用される。ただし日本では薬用として処方されることはあまりない。

## 品種
元禄（げんろく）
野生種に似る。ちなみに野生種そのものは流通上山採り（やまどり）と呼ぶ。
爪蓮華錦（つめれんげにしき）
5割近くの葉が葉緑素を欠いて白変し、株全体が絞りのような様相を見せる。
昭和（しょうわ）、白肌爪蓮華（しろはだつめれんげ）
緑白色になり、強い陽光の元にさらすと紅を帯びる。
八頭（やつがしら） Orostachys japonicus f. polycephalus
分類学上の品種なので野外でもこの変異株は見られる。園芸においてもこの名で呼ばれるが、元禄と同品種として扱われることもある。多数の腋生枝を出すことから八頭と呼ばれる。